# FCU Olimpia Cluj-Napoca
Maillots
Le Fotbal Club Universitatea Olimpia Cluj-Napoca, plus communement appelé Universitatea Olimpia Cluj ou U Olimpia Cluj,est un club roumain de football féminin fondé en 2010 et basé à Cluj-Napoca.

## Histoire
Le CFF Olimpia Cluj-Napoca est fondé en 2010. L'équipe atteint la finale de la Coupe de Roumanie de football féminin en 2011, remportée contre le FCM Târgu Mureş. La même année, le club termine premier du championnat de Roumanie, ce qui lui permet de participer pour la première fois à une compétition européenne, la Ligue des champions féminine de l'UEFA 2011-2012. Le CFF Olimpia est éliminé en seizièmes de finale par l'Olympique lyonnais.
En 2012, le club remporte son deuxième doublé Coupe-Championnat consécutif. Un nouveau titre de champion en 2013 s'ajoute au palmarès du club.

## Palmarès
- Championnat de Roumanie
  - Champion en 2011, 2012, 2013, 2014, 2015, 2016, 2017, 2018, 2019, 2021, 2022 et 2023.
- Coupe de Roumanie
  - Vainqueur en 2011, 2012, 2013, 2014, 2015, 2017, 2021, 2022 et 2024.
  - Finaliste en 2016 et 2023.